# Wspólnota administracyjna Eichsfeld-Südharz
Wspólnota administracyjna Eichsfeld-Südharz (niem. Verwaltungsgemeinschaft Eichsfeld-Südharz) – dawna wspólnota administracyjna w Niemczech, w kraju związkowym Turyngia, w powiecie Eichsfeld. Siedziba wspólnoty znajdowała się w miejscowości Weißenborn-Lüderode. Powstała 31 lipca 1991.
Dnia 1 grudnia 2011 wspólnota została rozwiązana. Gmina Am Ohmberg stała się samodzielną gminą, natomiast z pozostałych ośmiu gmin została utworzona nowa gmina Sonnenstein.
Wspólnota administracyjna zrzeszała dziewięć gmin wiejskich:
1. Am Ohmberg
2. Bockelnhagen
3. Holungen
4. Jützenbach
5. Silkerode
6. Steinrode
7. Stöckey
8. Weißenborn-Lüderode
9. Zwinge